# Piletocera steffanyi
Piletocera steffanyi is een vlinder van de familie van de grasmotten (Crambidae). De wetenschappelijke naam van deze soort is voor het eerst voorgesteld door Willie Horace Thomas Tams in een publicatie uit 1935.
De soort komt voor in Samoa.